# 燻ゆる情炎
『燻ゆる情炎』（くゆるじょうえん）は、1925年に公開されたユニバーサル社のサイレント映画である。
監督は『アンナ・カレニナ』『愛の調べ』のクラレンス・ブラウン。主演はポーリン・フレデリックとローラ・ラ・プラント。

## プロット
40歳にして工場経営者であるジェーン（ポーリン・フレデリック）は、年下の従業員ロバート（マルコム・マクレガー）と恋に落ちる。ジェーンは、ロバートを個人秘書として指名するが、そのことが工場内でよくない噂を呼んでしまう。噂を払拭し、ジェーンへの気持ちを示すため、ロバートはジェーンに求婚する。
2人は結婚を待つばかりだったが、そこへ、ジェーンの妹のドロシー（ローラ・ラ・プラント）が、大学卒業を期に帰ってくる。ロバートは、あっという間にドロシーへと気移りしてしまい、二人はジェーンに隠れて付き合いはじめる。姉思いのドロシーが事実を告げられないまま、ジェーンとロバートは結婚する。しかし、生活をともにするうち、ジェーンは、ロバートとドロシーが愛し合っていることに気づいてしまう。2人のことを思うジェーンは、ある行動に出る。

## 評価
批評家のハル・エリクソンはこの映画を、「すばらしい役者陣による完全無欠なまでの演技と、あざやかな演出による、第一級のサイレント『ソープ･オペラ』である」と評している。